# Příčný vrch
Il monte Příčný vrch (in lingua ceca significa: "collina trasversale"; in polacco: Góra Poprzeczna; in tedesco: Querberg, tutti con lo stesso significato), con i suoi 975 metri di altezza è la vetta più elevata dei Monti Opawskie nei Sudeti Orientali; è situato nella Repubblica Ceca, 5 km a sud della città di Zlaté Hory.

## Caratteristiche
Il monte ha la forma di una cresta piatta lunga circa 3 km e ricoperto da boschi di abete rosso con occasionale presenza del faggio. Sin dal Medioevo, la montagna è stata un luogo di estrazione dell'oro e di altri metalli, come piombo, rame e pirite, quest'ultima utilizzata per la produzione di acido solforico. Le miniere furono chiuse nel dicembre 1993. I resti sono dozzine di pozzi di miniera e stradine pavimentate per una lunghezza totale di circa 120 km; la maggior parte dei pozzi è stata riempita di terra per motivi di sicurezza. La montagna è inclusa nella cosiddetta Corona dei Sudeti. Sulla cima c'è un punto geodetico con un'altezza di 974,71 m sul livello del mare.